# Indianapolis Tennis Championships 1991
L'Indianapolis Tennis Championships 1991 è stato un torneo di tennis giocato sul cemento. È stata la 4ª edizione del torneo, che fa parte della categoria Championship Series nell'ambito dell'ATP Tour 1991. Si è giocato all'Indianapolis Tennis Center di Indianapolis negli Stati Uniti, dal 12 al 18 agosto 1991.

## Campioni

### Singolare
Pete Sampras ha battuto in finale  Boris Becker con il punteggio di 7–6(2), 3–6, 6–3

### Doppio
Ken Flach /  Robert Seguso hanno battuto in finale  Kent Kinnear /  Sven Salumaa con il punteggio di 7–6, 6–4